# Cyrtaspis tuberculata
Cyrtaspis tuberculata är en insektsart som beskrevs av Barranco 2006. Cyrtaspis tuberculata ingår i släktet Cyrtaspis och familjen vårtbitare. Inga underarter finns listade i Catalogue of Life.